# Сікіон (цар)
Сікіо́н' (дав.-гр. Σικυών) — персонаж давньогрецької міфології, виходець з Аттики, син Ерехтея.
Коли цар Сікіона, який тоді називався Агіале, Ламедон мав військовий конфлікт проти синів Ахея Архандра і Архітела та чоловіків Данаїд Скаї та Автомати, Сікіон прийшов йому на допомогу. У нагороду за це Ламедон віддав йому свою дочку Зевксіппу за дружину і оголосив його своїм наступником на царстві. У них народилася дочка Хтонофіла, яка надалі народила від Гермеса Поліба, а пізніше від Діоніса Фліанта.
На честь Сікіона місто Агіале, де він царював, було перейменовано на його честь.  